# Дзюблик Василь
Василь Дзюблик (25 грудня 1893 ,  Кубань, тепер Російська Федерація — †14 липня 1987) — хорунжий Армії УНР.
Відповідно до українського законодавства є борцем за незалежність України у ХХ столітті.

## Біографія
У складі 1-ї Української військової школи ім. Б. Хмельницького він брав участь у бою під Крутами.
З лютого 1918 р. служив у складі сотні, потім — куреня, нарешті — полку ім. С. Наливайка. Як старшина Збірної Запорізької дивізії брав участь у Першому Зимовому поході, потому до кінця існування Армії УНР служив у 1-й Запорізькій дивізії.
Лицар Залізного хреста за Зимовий похід і бої.
Політв`язень німецької в’язниці  “Монтелюпіх” (Краків). 
Помер на 94 році життя, похований в Клівленді на Бруклін Гайтс (Brooklyn Cemetery) (США) в українській секції біля своєї дружини.

## Нагороди
Хрест Симона Петлюри (нагороджений під № 32)